# Campeonato Bielorrusso de Futebol Feminino
O Campeonato Bielorrusso de Futebol Feminino, conhecido como Premier League (em russo: Высшая Лига), é a principal divisão do futebol feminino de Belarus. 
A equipe campeã garante uma vaga na Liga dos Campeões de Futebol Feminino da UEFA.

## Formato
Em 2020, o campeonato será disputado em pontos corridos.

## Times
A temporada de 2020 será disputada pelas seguintes equipes:
- Seleção Bielorrussa de Futebol Feminino Sub-19;
- Babruichanka Babruisk;
- Botsor Brest;
- Dinamo-BGU;
- Dnepr Mogilev;
- FC Minsk;
- Neman;
- Zorka-BDU

## Campeões
| Ano  | Campeão                 |
| ---- | ----------------------- |
| 1992 | Nadezhda Mahilyou       |
| 1993 | Nadezhda Mahilyou       |
| 1994 | Trikotazhnitsa Babruisk |
| 1995 | Viktoriya Brest         |
| 1996 | Belkar Babruisk         |
| 1997 | Babruichanka Babruisk   |
| 1998 | Babruichanka Babruisk   |
| 1999 | Babruichanka Babruisk   |
| 2000 | Babruichanka Babruisk   |
| 2001 | Babruichanka Babruisk   |
| 2002 | Babruichanka Babruisk   |
| 2003 | Babruichanka Babruisk   |
| 2004 | Babruichanka Babruisk   |
| 2005 | Universitet Vitebsk     |
| 2006 | Universitet Vitebsk     |
| 2007 | Universitet Vitebsk     |
| 2008 | Universitet Vitebsk     |
| 2009 | Universitet Vitebsk     |
| 2010 | Babruichanka Babruisk   |
| 2011 | Babruichanka Babruisk   |
| 2012 | Babruichanka Babruisk   |
| 2013 | FC Minsk                |
| 2014 | FC Minsk                |
| 2015 | FC Minsk                |
| 2016 | FC Minsk                |
| 2017 | FC Minsk                |
| 2018 | FC Minsk                |
| 2019 | FC Minsk                |
| 2020 | FC Minsk                |
| 2021 | FC Minsk                |
| 2022 | FC Minsk                |

### Títulos por equipe
| Equipe                                                  | Títulos |
| ------------------------------------------------------- | ------- |
| Babruichanka Babruisk                                   | 11      |
| FC Minsk                                                | 10      |
| Universitet Vitebsk                                     | 5       |
| Nadezhda Mahilyou                                       | 2       |
| Trikotazhnitsa Babruisk Viktoriya Brest Belkar Babruisk | 1       |